# Malcolm Yelvington
Malcolm Yelvington (* 14. September 1918 in Coverton, Tennessee; † 21. Februar 2001 in Memphis, Tennessee) war ein US-amerikanischer Rockabilly- und Countrysänger in den 1950er Jahren.

## Leben

### Kindheit und Jugend
Malcolm Yelvington wuchs in Coverton, Tipton County, das in der Nähe von Memphis liegt, auf. Mit 14 Jahren spielte er bereits Gitarre und trat regelmäßig mit seiner Band auf. Er spielte die Songs seines damals aufsteigenden Idols Ernest Tubb nach. Diese mischte er mit Hillbillymusik und Blueselementen. Dem Militärdienst entging Yelvington, da er aus gesundheitlichen Gründen ausgemustert wurde.

### Rockabilly bei den Sun Records
1942 traf Yelvington Reece Flemming und Respers Townsend, die beide vor dem Krieg bereits bei Victor Records Platten aufgenommen hatten. Zusammen mit Red Winn trafen sie sich und beschlossen, eine Band zu gründen. Alle vier spielten nur Gitarre, so dass Reece Fleming Klavier lernen musste und William Bird (Fiddle) sowie Arnold Sanders (Bass) sich der Gruppe anschlossen. Zusammen traten sie als The Tennesseans auf und spielten in der Umgebung von Convington. Yelvington zog 1950 nach Memphis, wo seine Band eine eigene Radioshow bekam, für die Reece Fleming den Titelsong Just Rolling Along schrieb. 1952 schloss man sich mit den Star Rhythm Boys zusammen und übernahm den Namen sowie E-Gitarrist Joe Mashburn. Zusammen spielten sie an Wochenenden in Bars und Honky-Tonks. Zusammen mit Mashburn dachte Yelvington schon seit längerem an Aufnahmen auf Platten. Auf Vermittlung von Mashburn 1953 traf Yelvington Sam Phillips, dem Besitzer des Plattenlabels Sun Records. Obwohl Phillips nicht begeistert von der Gruppe war, ließ er sie in seinem Studio vorspielen. Yelvington und seine Band trugen zuerst das selbstgeschriebene Stück Yakety Yak vor, das Phillips jedoch zu Country-orientiert war. Als Yelvington ihm dann eine Version von Stick McGhees R&B-Hit Drinkin' Wine Spo-Dee-O-Dee vorspielte, war Phillips angetan und nahm die Gruppe unter Vertrag. Ihre erste Session fand im Oktober 1954 statt, von der Drinkin' Wine Spo-Dee-O-Dee und Just Rolling Along als erste Single veröffentlicht wurden. Unglücklicherweise kam die erste Single des jungen Elvis Presley genau eine Woche vor der Platte Yelvingtons heraus. Während Presleys Platte sich weitaus besser verkaufte, musste Yelvington von Radiostation zu Radiostation ziehen, um seine Platte vermarkten zu können.
Frustriert ging Yelvington 1956 mit seiner Band zu Meteor Records. Dort veröffentlichte er seinen Titel Yakety Yak, der jedoch ein Misserfolg war. Die Platte erschien unter dem Namen Mac Sales and the Esquire Trio, da er immer noch bei Sun unter Vertrag war. Zurückgekehrt zu Sun Records im selben Jahr, veröffentlichte er die Rockabillynummer Rockin’ With My Baby.

### Pause und Comeback
1958 zog sich Yelvington, der mittlerweile fast 40 Jahre alt war, zurück und konzentrierte sich auf seine Familie. Er sollte im Laufe der Zeit Vater von fünf Kindern werden. 1965 absolvierte Yelvington einen Auftritt in der Slim Rhodes Show, wirkte auf einigen Alben mit und nahm 1971 den nicht veröffentlichten Song Disappointed auf. Im Mai 1974 fand im Glo-Lite Studio in Memphis eine Aufnahmesession ehemaliger Sunkünstler statt, an der neben Yelvington auch Marcus Van Story, Charlie Feathers und Red Hadley teilnahmen. Yelvington nahm – mit Unterstützung anderer Musiker – das Stück Goodbye Marie auf, im Gegenzug begleitete er Red Hadley als Gitarrist bei Rockin' With Red. Die Aufnahmen blieben jedoch lange Zeit unveröffentlicht. Erst Mitte der 1980er Jahre wurde er im Rahmen des Rockabilly-Revivals wiederentdeckt. Er trat wieder öffentlich auf und erreichte, im Gegensatz zu seiner frühen Karriere, ein größeres Publikum. Sogar in Europa unternahm er Auftritte. 1996 unterzeichnete er wieder bei den Sun Records, bei denen er 52 Jahre zuvor keinen Erfolg hatte. 1997 brachte er sein erstes Album heraus.
Malcolm Yelvington starb am 21. Februar 2001 im Alter von 83 Jahren in Memphis.

## Diskographie

### Singles
| 1955                    | Drinkin’ Wine Spodee-O-Dee / Just Rolling Along | Sun 211     |
| 1955                    | Yakety Yak / A Gal Named Joe | Meteor 5022 |
| 1956                    | Rockin’ With My Baby / It’s Me, Baby | Sun 246     |
| Unveröffentlichte Titel | |             |
| 1955                    | - Yakety Yak (alt. Version) | Sun         |
| 1956                    | - Have Myself a Ball - Rock and Roll with My Baby - Rockin' with My Baby                                                                                       | Sun         |
| 1957                    | - Goodbye Marie (Version 1) - I’ve Got The Blues (Way Down Blues) - Mr. Blues (Version 1) - My First and Last Love - Trumpet (Version 1) - Trumpet (Version 2) | Sun         |
|                         | - A Gal Named Joe (alt. Version) - Goodbye Marie (Version 4) - It's Me Baby (alt. Version) - Mr. Blues (Version 2)                                             |             |

### Alben
- 1997: There's A Little Left In This Old Boy Yet